# The Arockalypse
The Arockalypse treći je studijski album finskog hard rock/heavy metal sastava Lordi. Album je 3. ožujka 2006. godine objavila diskografska kuća Drakkar Records.

## Posebna inačica albuma
Grupa je u studenom 2006. godine objavila posebnu inačicu albuma koja se sastojala od tri bonus pjesme i jednog DVD-a na kojem su se nalazili videozapisi "Live at the Market Square" (Lordijev nastup u Finskoj nakon povratka s Eurosonga), "Hello Athens Documentaries" (serija kratkih dokumentaraca koja prati sastav na natjecanju) te glazbeni spotovi za pjesme "Who's Your Daddy?", "Hard Rock Hallelujah" i "Would You Love a Monsterman?".

## Popis pjesama
| 1.    | »SCG3 Special Report«                        | Mr. Lordi       | Mr. Lordi, Kita | 3:46 |
| 2.    | »Bringing Back the Balls to Rock«            | Mr. Lordi       | Mr. Lordi       | 3:31 |
| 3.    | »The Deadite Girls Gone Wild«                | Mr. Lordi, Lipp | Kita            | 3:45 |
| 4.    | »The Kids Who Wanna Play with the Dead«      | Mr. Lordi       | Mr. Lordi       | 4:07 |
| 5.    | »It Snows in Hell«                           | Mr. Lordi, Lipp | Mr. Lordi, Kita | 3:37 |
| 6.    | »Who's Your Daddy?«                          | Mr. Lordi       | Mr. Lordi       | 3:38 |
| 7.    | »Hard Rock Hallelujah«                       | Mr. Lordi       | Mr. Lordi       | 4:07 |
| 8.    | »They Only Come Out at Night«                | Mr. Lordi       | Mr. Lordi, Amen | 3:49 |
| 9.    | »The Chainsaw Buffét«                        | Mr. Lordi       | Mr. Lordi       | 3:47 |
| 10.   | »Good to Be Bad«                             | Mr. Lordi       | Mr. Lordi       | 3:31 |
| 11.   | »The Night of the Loving Dead«               | Mr. Lordi       | Mr. Lordi       | 3:09 |
| 12.   | »Supermonstars (The Anthem of the Phantoms)« | Mr. Lordi       | Mr. Lordi       | 4:04 |
| 44:51 |                                              |                 |                 |      |

| Bonus pjesme sa specijalne inačice | Bonus pjesme sa specijalne inačice   | Bonus pjesme sa specijalne inačice | Bonus pjesme sa specijalne inačice | Bonus pjesme sa specijalne inačice | Bonus pjesme sa specijalne inačice | Bonus pjesme sa specijalne inačice | Bonus pjesme sa specijalne inačice | Bonus pjesme sa specijalne inačice | Bonus pjesme sa specijalne inačice |
| Br.                                | Skladba                              | Trajanje                           |                                    |                                    |                                    |                                    |                                    |                                    |                                    |
| ---------------------------------- | ------------------------------------ | ---------------------------------- | ---------------------------------- | ---------------------------------- | ---------------------------------- | ---------------------------------- | ---------------------------------- | ---------------------------------- | ---------------------------------- |
| 13.                                | »Would You Love a Monsterman (2006)« | 3:03                               |                                    |                                    |                                    |                                    |                                    |                                    |                                    |
| 14.                                | »Mr. Killjoy«                        | 3:24                               |                                    |                                    |                                    |                                    |                                    |                                    |                                    |
| 15.                                | »EviLove«                            | 3:50                               |                                    |                                    |                                    |                                    |                                    |                                    |                                    |
| 55:08                              |                                      |                                    |                                    |                                    |                                    |                                    |                                    |                                    |                                    |

## Recenzije
Greg Prato, glazbeni kritičar sa stranice AllMusic, dodijelio je albumu tri i pol od pet zvjezdica te je izjavio: "Početkom 21. stoljeća pojavili su se mnogi novi sastavi koji su štovali veseo heavy metal iz 1980-ih koji je podsjećao na himne. Na pamet odmah pada The Darkness, kao i finski Lordi. Glazbeno i vizualno modeliran po uzoru na grupe kao što su Kiss, Alice Cooper, Twisted Sister i W.A.S.P., Lordi je izazvao senzaciju pobijedivši na Euroviziji 2006. godine, što je zauzvrat učinilo njegov treći album, The Arockalypse, hitom u čitavoj Europi. [Prisutan je] snažan metal optočen pretjeranom teatralnošću, pogotovo na eurovizijskom hitu albuma "Hard Rock Hallelujah", kao i na vrlo suptilnoj "Bringing Back the Balls to Rock" i power baladi "It Snows in Hell". Dodajte posebne goste kao što su Bruce Kulick iz Kissa, Udo Dirkschneider iz Accepta te Dee Snider i Jay Jay French iz Twisted Sistera i imate pravi headbangajući rock & roll tulum. Jezgrovito sumirajući album, da Gwar zapravo piše pamtljive pjesme, zvučao bi uvelike poput Lordija."

## Osoblje
| Lordi - Lordi — vokali, naslovnica, omot albuma - Amen — gitara - Kita — bubnjevi, snimanje, miksanje (pjesme 1) - Kalma — bas-gitara - Awa — klavijature Ostalo osoblje - Svante Forsbäck — mastering - Mika Lindberg — naslovnica, omot albuma - Petri Haggrén — fotografija - Jyrki Tuovinen — produkcija, snimanje, miksanje | Dodatni glazbenici - Michael "Wildside" Majalahti — glas - Tracy Lipp — glas (na pjesmi 1) - Alexandra Alexis — glas (na pjesmi 1) - The Fire Quire of Lathe St. — prateći vokali - Nottingburroughs Boy Choir — prateći vokali (na pjesmi 7) - The Naughty Lordi Girls Choir — prateći vokali - Dee Snider — vokali (na pjesmi 1) - Bruce Kulick — gitara (na pjesmi 5) - Udo Dirkschneider — vokali (na pjesmi 8) - Jay Jay French — gitara (na pjesmi 9) |